# Olmeto
Olmeto település Franciaországban, Corse-du-Sud megyében. Lakosainak száma 1265 fő (2022. január 1.). Olmeto Casalabriva, Fozzano, Petreto-Bicchisano, Propriano, Serra-di-Ferro, Sollacaro és Viggianello községekkel határos.

## Népesség
A település népességének változása:
| Lakosok száma | 685  | 676  | 1019 | 1189 | 1216 | 1221 | 1216 | 1218 | 1217 | 1265 |
|               | 1968 | 1982 | 1990 | 2006 | 2013 | 2015 | 2017 | 2019 | 2020 | 2022 |